# 東岡山駅
東岡山駅（ひがしおかやまえき）は、岡山県岡山市中区土田にある、西日本旅客鉄道（JR西日本）の駅である。
敷地のうち、1番のりばの一部は岡山市東区宍甘、2・3・4番のりばの一部は岡山市中区長岡にそれぞれまたがっている。

## 利用可能な鉄道路線
山陽本線を所属線とし、赤穂線を加えた2路線が乗り入れる。
赤穂線は当駅が線路名称上の終着駅ではあるが、現在はすべての赤穂線列車が山陽本線経由で岡山駅以西へと直通する。しかし、岡山駅改良工事の関係で、一時期当駅止まりおよび当駅で山陽本線・赤穂線への分割・併合を行う列車があった。駅番号は山陽本線がJR-S04、赤穂線がJR-N04。

## 歴史
- 1891年（明治24年）3月18日：山陽鉄道三石駅 - 岡山駅間の開通と同時に、長岡駅として開業[1]。旅客・貨物の取扱を開始[1]。
- 1902年（明治35年）12月18日：公衆電報取扱開始[6]。
- 1906年（明治39年）
  - 1月1日：西大寺駅に改称[7]。
  - 12月1日：山陽鉄道の国有化により官営鉄道の駅となる。
- 1909年（明治42年）10月12日：線路名称制定。山陽本線の所属となる。
- 1961年（昭和36年）3月20日：東岡山駅に改称[1]。
- 1962年（昭和37年）9月1日：赤穂線 当駅 - 伊部駅間が開通し、当駅に乗り入れ[8]。
- 1985年（昭和60年）2月1日：荷物扱い廃止[1]。
- 1986年（昭和61年）11月1日：貨物の取扱を廃止[1]。駅から西へ1kmほどの線路沿いに位置する住友セメント（現：住友大阪セメント）東岡山サービスステーションへ専用線が続き、セメントの入荷を行っていた。
- 1987年（昭和62年）4月1日：国鉄分割民営化により、西日本旅客鉄道（JR西日本）の駅となる[1]。
- 1997年（平成9年）11月2日：午後9時25分ごろ、当駅前の岡山県道81号東岡山御津線を直進北上していた男性会社員運転の乗用車がそのまま正面の駅舎に突っ込み、建物の一部を破壊して事務室内で止まった。当時室内では駅員2人が業務にあたっていたが、けが人はなかった[9]。2006年の岡山市道東岡山駅前線開通に伴う駅前整備で駅舎前の路盤がかさ上げされ、県道とは段差が設けられた。
- 2004年（平成16年）2月11日：エレベーター、多目的トイレを設置[10]。
- 2007年（平成19年）
  - 6月10日：ICOCA対応の自動改札機を南口改札に導入。
  - 6月13日：ICOCA対応の簡易型自動改札機を北口改札に導入。
  - 9月1日：ICカード「ICOCA」の利用が可能となる。
- 2016年（平成28年）4月24日：CTC化に伴い南北改札口とホームに設置されたLED式発車標の使用を開始。
- 2020年（令和2年）9月：駅ナンバリングが導入され、使用を開始[11][12]。
- 2021年（令和3年）6月30日：北口のきっぷうりばの営業を終了[13]。
- 2023年（令和5年）
  - 2月9日：南口のみどりの窓口の営業を終了[3][4]。
  - 2月10日：みどりの券売機プラスを導入[3][4]。

## 駅構造
相対式ホーム・島式ホームの複合型3面4線のホームを持つ地上駅で、各ホームは跨線橋で連絡している。南北双方に改札口があるが、駅員が常駐しているのは南口のみで、北口には常駐の駅員はいない。待合室がある。
当駅は駅長が配置された直営駅であり、管理駅として、山陽本線の三石駅 - 西川原駅間の各駅と赤穂線の寒河駅 - 大多羅駅間各駅（つまり、西川原駅以東の岡山支社管内のすべての駅）を管轄している。和気駅・西大寺駅・瀬戸駅は地区駅として位置付けられている。北口は、以前はジェイアール西日本岡山メンテック（現：JR西日本岡山メンテック）に委託していたが、2007年の自動改札機導入直前に、同様に委託していた尾道駅北口とともに直営化された。自動券売機、みどりの券売機プラスが設置されている。
2007年（平成19年）6月に自動改札機が設置され、その後ICOCA利用可能駅となった（相互利用可能ICカードはICOCAの項を参照）。ただし、北口の自動改札機は簡易式のものとなっている。
2004年（平成16年）2月に改修が行われ、改札内に車椅子対応のトイレが新設された。同時に各ホームにエレベーターを設置し、北口にはスロープが新設された。
駅スタンプは「名水百選　雄町の冷泉」。

### のりば
| のりば | 路線     | 方向 | 行先                 | 備考                         |
| ------ | -------- | ---- | -------------------- | ---------------------------- |
| 1      | 山陽本線 | 下り | 岡山・福山方面       | 赤穂線播州赤穂方面からの列車 |
| 2      | 山陽本線 | 下り | 岡山・福山方面       | 山陽本線姫路方面からの列車   |
| 3      | 赤穂線   | 上り | 西大寺・播州赤穂方面 |                              |
| 4      | 山陽本線 | 上り | 和気・姫路方面       |                              |

付記事項
- 奇数番線に赤穂線の列車、偶数番線に山陽本線の列車が発着する。山陽本線の通過列車（貨物列車など）は下り方向が2番のりば、上り方向が4番のりばをそれぞれ通過する（※当駅で赤穂線と分岐するため、通過列車に関する記述に「山陽線の」を追加した。なお、赤穂線の定期列車は全列車が当駅に停車する）。
- 岡山駅改良工事の関係で当駅で分割併合を行っていた一部の上り列車では、この原則が崩れたことがあった（※山陽本線が3番のりば、赤穂線が4番のりばに停車）。そのため、3・4番のりばの駅名標は駅名表示を2016年（平成28年）3月に新ラインカラー入りに更新するまで「じょうとう/おおだら」と表示されていた。また、3番のりばは3方向すべての入線・出発に対応しているほか、1・4番のりばは赤穂線播州赤穂方面への出発にも対応している。かつて山陽本線相生方面から1番のりばへの渡り線が存在していたが、撤去されている（山陽本線相生方面からは2・3番のりばへの入線が可能）。

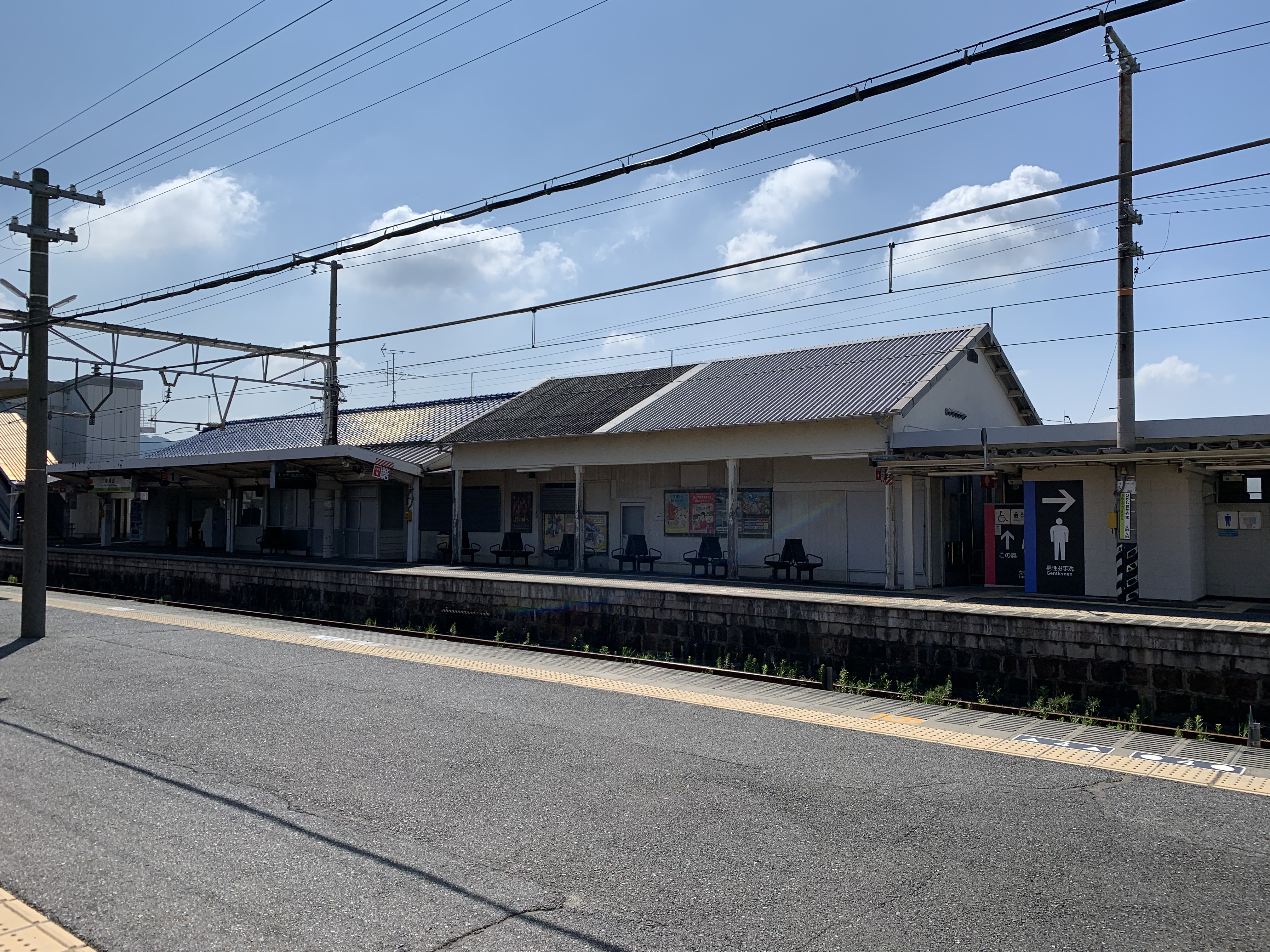
ホーム（2023年8月）

## 利用状況
1日の平均乗車人員は以下の通りである。
| 乗車人員推移 | 乗車人員推移 |
| 年度         | 1日平均人数  |
| ------------ | ------------ |
| 1999         | 3,367        |
| 2000         | 3,310        |
| 2001         | 3,162        |
| 2002         | 3,092        |
| 2003         | 3,077        |
| 2004         | 2,979        |
| 2005         | 2,907        |
| 2006         | 2,902        |
| 2007         | 3,005        |
| 2008         | 3,111        |
| 2009         | 3,036        |
| 2010         | 3,107        |
| 2011         | 3,148        |
| 2012         | 3,178        |
| 2013         | 3,376        |
| 2014         | 3,396        |
| 2015         | 3,637        |
| 2016         | 3,754        |
| 2017         | 3,859        |
| 2018         | 3,939        |
| 2019         | 3,974        |
| 2020         | 3,385        |
| 2021         | 3,404        |

## 駅周辺
駅周辺は岡山市中心部から7 kmほど離れたベッドタウンである。駅南側にロータリー、バス乗り場とタクシー乗り場が整備されており、有料駐車場と有料駐輪場を完備している。駅南側より国道250号に接続。駅北側に山陽新幹線が並行しており、北口へはこの高架をくぐる。
かつては駅南側に西大寺鉄道財田駅があり、赤穂線開業までは西大寺方面への乗換駅として機能していた。この駅は1962年（昭和37年）の赤穂線開業に伴う西大寺鉄道の廃止後も線路を撤去しただけで長くそのまま放置されていたが、1980年代に整地の上で駐車場と駐輪場が設けられている。
1990年代まで駅西側の踏切は有人であったが、無人化されている。

### 南口
- 岡山中央警察署東岡山駅前交番
- 岡山長岡郵便局
- 中国銀行東岡山支店
- おかやま信用金庫東岡山支店
- 岡山市立財田小学校
- 岡山県立岡山城東高等学校
- オハヨー乳業本社工場
- ハローズ東岡山店
- 住友大阪セメント東岡山サービスステーション
- 国道250号
- 岡山県道83号飯井宿線
- 岡山県道383号九蟠東岡山停車場線

### 北口
- 岡山県立東岡山工業高等学校
- 岡山県立岡山聾学校
- 岡山県立岡山東支援学校
- 岡山自動車教習所
- 岡山県道81号東岡山御津線
- 岡山県道384号今在家東岡山停車場線
- 岡山四御神郵便局
- 環太平洋大学岡山第2キャンパス - 駅北側に専用の通学バス停留所を設けている
- ファッションセンターしまむら雄町店
- ザグザグ 雄町店

## バス路線
最寄りのバス停留所は岡山県道81号線上に位置する「東岡山駅前」停留所、およびロータリーに位置する「長岡・駅前」停留所である。双方とも宇野バスの路線が発着する。
東岡山駅前（駅北側）
- 東岡山線
  - 206：表町バスセンター行
  - 206・207：四御神車庫行（※207は始発便のみ）

長岡・駅前（駅南側）
- 長岡・駅前線
  - 251：岡山駅行（※一部は表町バスセンター止り）

## その他
当駅を通過する列車を利用して、山陽新幹線新大阪駅方面・山陽本線姫路駅・上郡駅方面 - 赤穂線西大寺駅方面間を乗車する場合は、分岐駅通過の特例で東岡山駅 - 岡山駅間を往復できる。特例上、高島駅・西川原駅・岡山駅での途中下車は認められない。

## 隣の駅
西日本旅客鉄道（JR西日本）
 山陽本線
上道駅 (JR-S05) - 東岡山駅 (JR-S04) - 高島駅 (JR-S03)
 赤穂線（当駅 - 岡山駅間は山陽本線）
大多羅駅 (JR-N05) - 東岡山駅 (JR-N04) - 高島駅 (JR-N03)